# Breakdown
Breakdown er en amerikansk thriller fra 1997, instrueret af Jonathan Mostow og med Kurt Russell i hovedrollen som Jeffrey Taylor. 

## Handling
Jeff og Amy Taylor er på vej til at flytte til den amerikanske vestkyst fra Boston. Men et sted i New Mexicos ørken går deres bil i stykker, og Amy bliver tilbudt et lift af en lastbilchauffør til en nærliggende tankstation for at gøre et opkald. Hun kommer dog aldrig tilbage, og det viser sig at Jeff må tage tingene i egen hånd. Filmen ender i et dramatisk opgør med kidnapperne. 

## Om filmen
Filmen blev relativt godt modtaget af de amerikanske anmeldere og har opnået 78% på Rotten Tomatoes og 73% på Metacritic. Den kendte amerikanske anmelder Roger Ebert gav den tre af fire stjerner. Den blev en moderat publikumssucces i USA, hvor den indbragte $50 millioner.
Kathleen Quinlan vandt en Blockbuster Entertainment Award for sin rolle. Filmen blev nomineret til to Saturn Award, i kategorierne «bedste filmthriller» og «bedste mandlige birolle» (J.T. Walsh).

## Medvirkende
| - Kurt Russell .... Jeff Taylor - J. T. Walsh .... Warren "Red" Barr - Kathleen Quinlan .... Amy Taylor - M. C. Gainey .... Earl - Jack Noseworthy .... Billy - Ritch Brinkley .... Al - Moira Harris .... Arleen Barr - Rex Linn .... Sheriff Boyd - Kim Robillard .... Deputy Len Carver | - Jack McGee .... Belle's Bartender - Helen Duffy .... Flo - Vincent Berry .... Deke - Ancel Cook .... Barfly at Belle's Diner - Steven Waddington .... Cowboy In Bank - Gene Hartline .... Tow Truck Driver - Rick Sanders .... Truck Stop Trucker - Thomas Kopache .... Calhoun |